# Beleg van Kandahar
Het Beleg van Kandaher was de belegering van de stad Kandahar die duurde van november 1605 tot januari 1606. De Perzische Safawiden probeerden om de Mogol-grensstad Kandahar in het huidige Afghanistan in te nemen. Na twee maanden van voortdurende aanvallen dwong een Mogol-hulpleger de Perzen zich terug te trekken. Dit resulteerde in een beslissende overwinning voor het Mogol-rijk.
De Mogols hadden de stad Kandahar verworven in 1595, nadat het Mogol-leger had onderhandeld over een overgave. De Safawidenheerser shah Abbas I van Perzië was geschokt door het verlies van het belangrijke fort, maar aangezien de belangrijkste Perzische zorgen bij de even machtige Ottomanen in hun meest westelijke gebieden lagen, onthield hij zich van militaire actie en gaf hij er de voorkeur aan een regeling te treffen.
Toen de mogolvorst Akbar op 27 oktober 1605 stierf, trok de Safawiden-gouverneur van Herat erop uit om de stad te heroveren namens de Safawiden. De stad hield stand tegen de belegering tot het volgende jaar, toen de nieuwe mogolvorst Jahangir een leger zond dat de stad ontzette.